# Metis Mons (quadrangle)

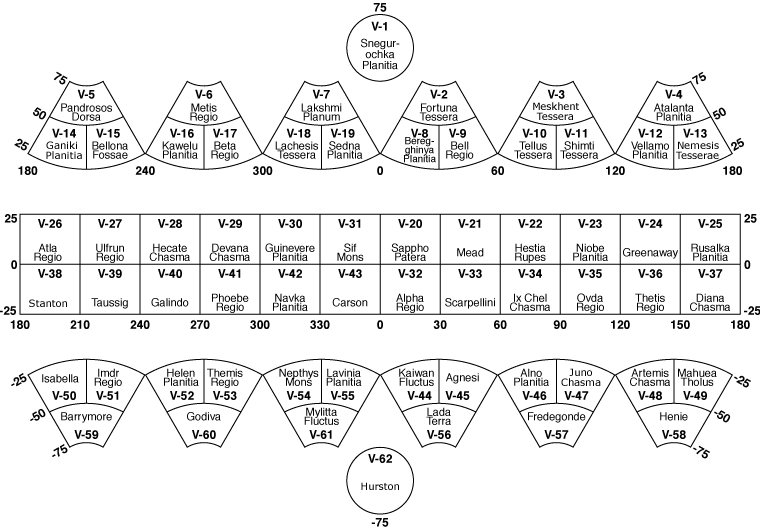
Quadrangles op Venus op schaal 1 : 5.000.000

Metis Mons (V–6; breedtegraad 50°–75° N, lengtegraad 240°–300° E) is een quadrangle op de planeet Venus. Het is een van de 62 quadrangles op schaal 1 : 5.000.000. Het quadrangle werd genoemd naar de gelijknamige berg, die op zijn beurt is genoemd naar Metis, de Titaan van de "wijsheid" of "schranderheid", in de Griekse mythologie.

## Geologische structuren in Metis Mons
Coronae
- Azham Corona
- Bachue Corona
- Bau Corona
- Coatlicue Corona
- Demeter Corona
- Feronia Corona
- Otau Corona
- Rananeida Corona

Dorsa
- Ben Dorsa
- Charykh-Keyok Dorsa
- Hemera Dorsa
- Iyele Dorsa
- Okipeta Dorsa
- Varma-Ava Dorsa

Fossae
- Ilbis Fossae
- Minerva Fossae

Inslagkraters
- Cotton
- Duncan
- Golubkina
- Hayashi
- Hull
- Indira
- Johnson
- Julie
- Katya
- Margit
- Montessori
- Natalia
- Obukhova
- Olya
- Outi
- Tolgonay
- Volkova
- Zdravka

Linea
- Lampedo Linea

Montes
- Atira Mons
- Bagbartu Mons
- Metis Mons
- Mokosha Mons

Planitiae
- Guinevere Planitia
- Kawelu Planitia
- Libuse Planitia

Tesserae
- Atropos Tessera
- Senectus Tesserae
- Virilis Tesserae

Tholi
- Ale Tholus
- Nertus Tholus
- Upunusa Tholus

Valles
- Utrenitsa Vallis